# Kahaber Cshetiani
Kahaber Cshetiani (magyar sportsajtóban Kahaber Sketiani, angol átírással Kakhaber Chkhetiani, grúzul: კახა ჩხეტიანი) (1978. február 24. –) grúz válogatott labdarúgó. Grúz első osztályú csapatokban kezdte pályafutását, majd jött a hároméves kitérő Magyarországon, ahol előbb a Debreceni VSC csapatát erősítette, majd a Pécsi MFC-nél tevékenykedett, de nem voltak vele megelégedve, ezért elengedték Ukrajnába. 2011-ben vonult vissza, azóta labdarúgó edző.

## Mérkőzései a grúz válogatottban
| #  | Dátum               | Ellenfél     | Eredmény | Kiírás              | Esemény |
| -- | ------------------- | ------------ | -------- | ------------------- | ------- |
| 1. | 1998. augusztus 12. | Azerbajdzsán | 0 – 1    | barátságos mérkőzés |         |